# Epopeus (król Sikyonu)
Epopeus (gr. Ἐπωπεύς) – postać z mitologii greckiej, król Sikyonu i Koryntu.
Syn Aloeusa lub boga Posejdona i nimfy Kanake. Po śmierci Koraksa objął władzę w Sikyonie, a gdy zmarł władca Koryntu Bunos, Epopeus najechał i zdobył także to miasto. Udzielił schronienia na swoim dworze ciężarnej Antiope i, według jednej z wersji mitu, poślubił ją. Wywołało to gniew ojca dziewczyny, Nykteusa, i w konsekwencji doprowadziło do wojny między Tebami a Sikyonem. W zależności od wersji mitu Nykteus sam poprowadził wojska tebańskie przeciw Epopeusowi bądź w rozpaczy popełnił samobójstwo, powierzając tę misję swojemu bratu Likosowi. W czasie walki Sikyon został zdobyty, a Epopeus poniósł śmierć.
Miał syna imieniem Maraton, który jeszcze za życia ojca zbiegł do Attyki, po jego śmierci powrócił jednak i objął władzę w Koryncie.